# Cistus libanotis
Cistus libatonis L. é uma espécie de nanofanerófito pertencente à família Cistaceae, com distribuição natural na Península Ibérica onde é endémica na região sudoeste. Prefere as zonas secas com acentuado pendor mediterrânico.

## Características
Plantas herbáceas ou sub-arbustos até 80-120 cm, prostrados, difusos ou raramente erectos, com os ramos superiores densamente pubescente-esbranquiçados e viscosos.
As folhas lineares são revolutas, viscosas, com nervura central bem marcada, glabras e de coloração  verde-escuro na página superior, mas densamente cobertas de tricomas na face inferior, a qual apresenta um aspecto pubescente e esbranquiçado. Os tricomas (pelos) são estrelados.
As flores são largamente pediceladas, com grandes pétalas esbranquiçadas com uma mancha amarela na base, agrupadas em inflorescências em cimas verticiladas, com verticilo superior umbelado. Floresce de Fevereiro a Maio. O fruto é uma cápsula pilosa de seis valvas.
A espécie ocorre em matos xerofílicos, frequentemente sob coberto de pinhais ou sobreirais, e em solos arenosos, perto do litoral, onde ocorre frequentemente em associação com espécies dos géneros Calicotome, Halimium e  Scilla. É um endemismo do sudoeste da Península Ibérica, na província biogeográfica Gaditano-Onubo-Algarviense.

## Taxonomia
Cistus libanotis foi descrita por Carlos Lineu com a descrição publicada em Syst. Nat., ed. 10. 2: 1077. 1759 A etimologia do nome genérico Cistus deriva do grego kisthós latinizado cisthos, o nombre dado a na antiguidade clássica a diversas espécies do género Cistus. Alguns autores pretendem relacionar o nome, devido à forma dos seus frutos, com a palavra grega kístē = "caixa, cesta". O epíteto específico libanotis deriva da palavra latina libanotis, "alecrim".
A espécie apresenta grande variabilidade morfológica, razão que determinou uma rica sinonímia.